# Namibia Airports Company
Namibia Airports Company — намибийская компания, владелец восьми самых больших аэропортов в Намибии. Namibia Airports Company полностью подчиняется Министерству Общественной работы и Общества. Является членом Международного совета аэропортов.
До 2015 года компанией планируется выделение 1,2 миллиардов намибийских долларов на улучшение и постройку аэропортов в Намибии.

## Продукты
Компанией Namibia Airports Company построены следующие аэропорты:
| Название      | Местоположение         |  |
| ------------- | ---------------------- |  |
| Хосеа Кутако  | Виндхук, Намибия       |  |
| Эрос          | Виндхук, Намибия       |  |
| Уолфиш-Бей    | Уолфиш-Бей, Намибия    |  |
| Людериц       | Людериц, Намибия       |  |
| Китмансхуп    | Китмансхуп, Намибия    |  |
| Ондангва      | Ондангва, Намибия      |  |
| Рунду         | Рунду, Намибия         |  |
| Катима Мулило | Катима Мулило, Намибия |  |

## Статистика
|                   | 2003/04 | 2004/05 | 2005/06 | 2006/07 | 2007/08 | 2008/09            | 2009/10 | 2010/111 |
| ----------------- | ------- | ------- | ------- | ------- | ------- | ------------------ | ------- | -------- |
| Кол-во вылетов    | 56.816  | 56.407  | 63.781  | 70.957  | 68.418  | данные отсутствуют | 55.126  |          |
| Кол-во пассажиров | 674.879 | 710.855 | 775.628 | 851.135 | 891.452 | данные отсутствуют | 853.657 |          |

Источник: Статистика Namibia Airports Company

1 Данные приведены на период с сентября 2010 по февраль 2011 года.